# Bardejov
Bardejov (en alemán, Bartfeld; en húngaro, Bártfa; en polaco, Bardejów) es una ciudad del noreste de Eslovaquia. Se encuentra en Šariš, Prešov, distrito de Bardejov. Tiene una elevación media de 277 m s. n. m. y una superficie de 72,78 km². Su población es de 33.356 personas (a fecha 31 de diciembre de 2005). Esta ciudad balneario, mencionada por primera vez en el año 1241, tiene numerosos monumentos culturales en su completamente intacto centro urbano medieval. La ciudad fue declarada Patrimonio de la Humanidad declarados por la Unesco en 2000.

## Nombre
El nombre de la ciudad viene de la palabra húngara «bárd» («destral, hacha pequeña»), que indica una cierta cantidad de territorio que podía haber sido cortado en un solo día. En el nombre húngaro (Bártfa), el sufijo «fa» (significa «árbol») vino después, y también cambió la última letra de «bárd» a «bárt», para una pronunciación más fácil.

## Historia
El territorio del actual Bardejov ha atraído a pobladores desde la Edad de Piedra. Sin embargo, la primera referencia escrita a la ciudad data de los años 1240, cuando monjes de Bardejov se quejaron al rey Béla IV sobre una violación de las  fronteras de la ciudad por Prešov. Para entonces, una importante iglesia de San Gil había sido ya construida. Fuertemente fortificada en el siglo XIV, la ciudad se convirtió en un centro de comercio con Polonia. Más de 50 guildas controlaron la floreciente economía. Bardejov ganó el estatus de una ciudad real en 1376, más tarde convirtiéndose en una ciudad real libre. La edad de oro de la ciudad acabó en el siglo XVI, cuando varias guerras, pandemias y otros desastres plagaron el país.

## Demografía
| Año        | 1994   | 2004    | 2014    | 2024    |
| ---------- | ------ | ------- | ------- | ------- |
| Población  | 32 800 | 33 400  | 33 060  | 29 788  |
| Diferencia |        | +1,82 % | −1,01 % | −9,89 % |

| Año        | 2023   | 2024    |
| ---------- | ------ | ------- |
| Población  | 29 964 | 29 788  |
| Diferencia |        | −0,58 % |

Bardejov tiene una población de 33.020 (al 31 de diciembre de 2010). Según el censo de 2001 , el 91,3% de los habitantes eran eslovacos , el 2,6% romaníes , el 2,5% rusos y el 1,4% ucranianos . La composición religiosa era 63,2% católicos latinos, 16,9% católicos griegos , 7,6% luteranos y 4,3% ortodoxos . 
Según el censo de 1910 , tenía 2.571 habitantes eslovacos , 2.179 húngaros y 1.617 alemanes .

Los judíos vivieron en la ciudad durante unos 300 años. En la década de 1920, los judíos constituían el 34% de la población total de Bardejov. En 1942, cuando Eslovaquia estaba bajo la influencia de la Alemania nazi , más de 3.000 judíos de Bardejov fueron deportados a campos de concentración, donde la mayoría fueron asesinados. Bardejov es ahora un "pueblo sin judíos".  La ciudad fue el asentamiento de mayoría húngara del noreste hasta las guerras otomanas cerca de la frontera con Polonia.

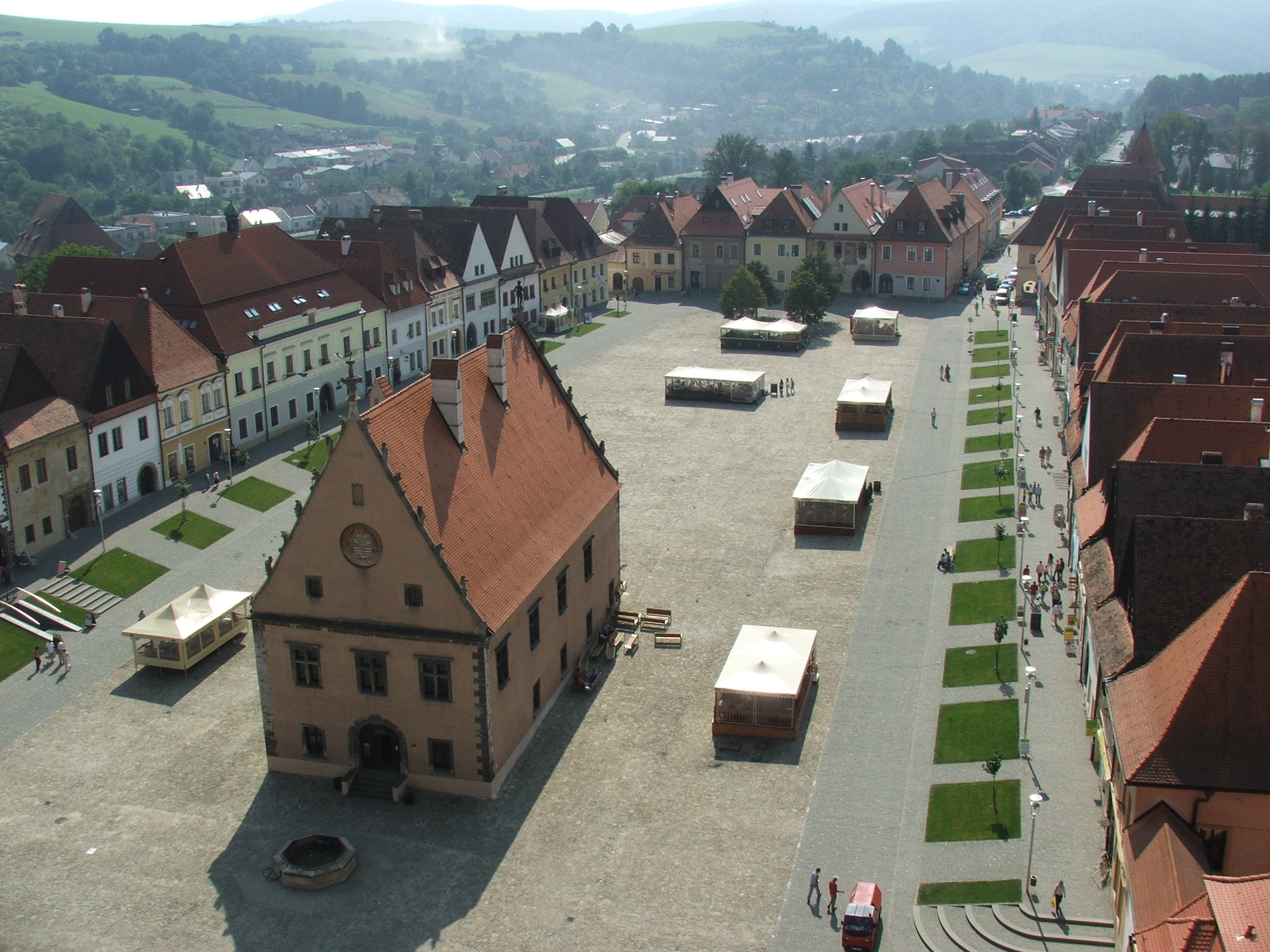
La plaza principal de Bardejov.

## Monumentos
Bardejov está dominado por la iglesia monumental de san Gil, mencionado por primera vez en 1247. Una basílica de tres naves con múltiples capillas fue acabada en el siglo XV. Alberga once preciosos altares góticos en sus naves. La plaza central (eslovaco: Radničné námestie), que solía ser el lugar de la feria medieval en la ciudad, está hoy rodeada por casas de burgueses bien conservadas de estilo gótico y renacentista. Uno de los edificios más interesantes es el ayuntamiento, construido en 1505. La parte inferior fue construida en el estilo gótico, mientras que la parte superior se acabó en el estilo renacentista. El sistema de fortificación y las murallas de la ciudad datan de los siglos XIV y XV y está incluido en el Fondo Europeo de Patrimonio cultural como una de las fortificaciones medievales más elaboradas y mejor conservadas de Eslovaquia.
Bardejov es también un balneario importante. Los manantiales de agua mineral terapéutico ayudan a personas con problemas oncológicos, la circulación de la sangre, tracto digestivo. El complejo del antiguo balneario (Bardejovské Kúpele) está ubicada no muy lejos del centro de Bardejov, también alberga un museo al aire libre de arquitectura folklórica. El balneario ha sido la sede de una serie de dignatarios, incluyendo a María Luisa de Austria (la esposa de Napoleón Bonaparte), el zar Alejandro I de Rusia y emperatriz Isabel de Austria-Hungría.

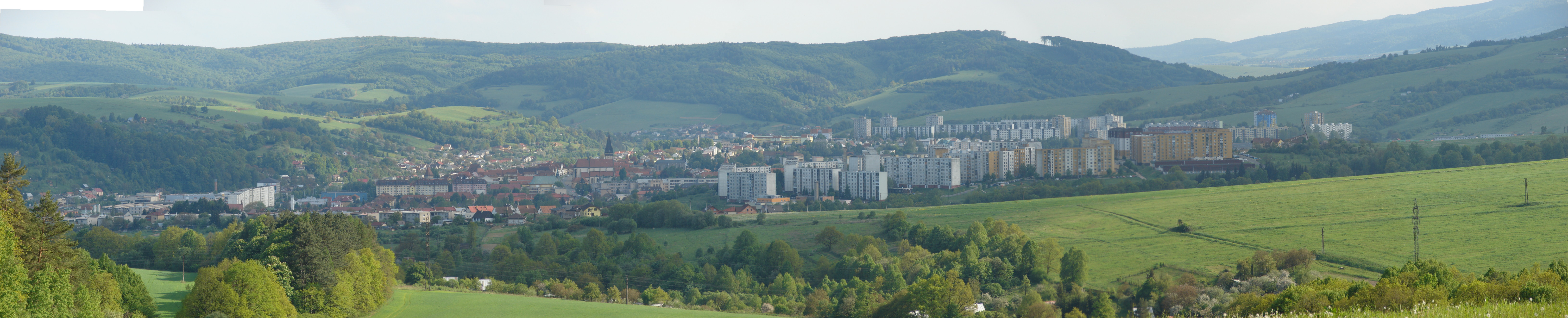
Panorama de Bardejov, verano de 2008.

## Relaciones internacionales

### Ciudades hermanadas
Bardejov está hermanada con las siguientes ciudades:
| - Calais; - Česká Lípa; - Gorlice; - Jasło; - Kaštela; - Krynica-Zdrój; - Mikulov; - Mahilyow; - Molde; | - Montemarciano; - Muszyna; - Přerov; - Slovenj Gradec; - Sremski Karlovci; - Tiachiv; - Zamość; - Ashtabula (desde 1999); |